# Távérzékelés
Távérzékelés alatt összefoglalóan azokat az adatgyűjtési és feldolgozási eljárásokat értjük, melynek során tárgyakról, területekről és jelenségekről, különböző módszerekkel, eszközökkel és távolságból, közvetve, azok érintése nélkül gyűjtünk és rögzítünk adatokat. A távérzékelés fogalma kiterjed az adatok feldolgozási folyamatára is, amellyel azokat értelmezzük, elemezzük, mérjük, ilyen módon nyerve az adatokból információkat.
Bár ennek a definíciónak teljes egészében megfelel a fotogrammetria fogalma is, mégis a távérzékelés szót először a földfelszínt pásztázó vagy fényképező műholdakra szerelt berendezések munkába állítása kapcsán kezdtük használni, és csak ezután terjesztettük ki a rokon adat-felvételezési technikákra is.

## Csoportosítása

### Érzékelés magassága szerint
- Űr távérzékelésnek hívjuk az olyan adatgyűjtést, ami a világűrből, nagy magasságból történik. Ekkor a hordozó eszköz lehet műhold vagy űrállomás.
- Légi távérzékelésnek hívjuk azt, amikor a hordozó valamilyen repülő eszköz. Ilyen lehet repülő, helikopter, ballon, de ide lehet sorolni a sárkányrepülőt, UAV-t (drónt), sőt bármilyen eszközt, ami képes repülésre.
- Földi távérzékelésnek hívjuk azt, amikor a távérzékelő eszköz a földön, állványon vagy darun helyezkedik el. Ide soroljuk azt az adatgyűjtést is, ami a föld vagy víz alatt történik.

### Energiaforrások alapján
- Aktív rendszerek: Olyan rendszerek, amik a saját maguk által kibocsájtott jelek visszaverődéseit érzékelik. Ilyen rendszer a radar vagy egy lézerszkenner.
- Passzív rendszerek: Aktív jeleket nem sugároznak, a Nap vagy a felszín által kibocsájtott sugárzásokat érzékelik.

### Hullámhossz alapján
Bármely elektromágneses sugárzás érzékelhető, amit átenged a Föld légköre. Néhány ezek közül:
- UV fény
- Látható fény
- Infravörös sugárzás
- Mikrohullámú sugárzás
- Radar- és rádióhullámok

### Adatmennyiség alapján
Azt a hullámhossz-tartományt, ahol egyszerre érzékelünk, csatornának hívjuk. Ezek mennyisége alapján megkülönböztetünk egy- és többcsatornás rendszereket. Ahol 4 vagy annál több csatornán érzékelünk, azt multispektrális távérzékelésnek, hiperspektrálisnak pedig akkor nevezzük, amikor (a felszínről) több száz (csatornán) regisztrált képet gyűjtünk egymással érintkező, spektrális sávban, úgy, hogy minden pixel radiancia spektrumát tudjuk levezetni.
Példa ilyen rendszerekre:
- 1 csatornás felvétel egy fekete-fehér fénykép.
- 3 csatornás felvétel egy színes fénykép.
- Multispektrális felvétel a LANDSAT program keretében készített műholdfelvétel. Ennek legfrissebb tagja a Landsat 9 műhold.[6]

## Alkalmazása
- Geodézia (Ortofotó és légifényképek)
- Talajtan
- Mezőgazdaság, növény- és erdőgazdálkodás
- Meteorológia